# Mukdenpalatset
Mukdenpalatset eller Kejserliga palatset i Shenyang (kinesiska: 沈阳故宫, Shěnyáng Gùgōng) var den tidiga Qingdynastins kejserliga palats. Palatset användes av tre kejsare fram till år 1644 då Qingdynstin erövrat Kina varefter kejsarna styrde landet från Förbjudna staden i Peking. Mukdenpalatset ligger i Shenyang i Liaoningprovinsen i nordöstra Kina.
Sedan 1987 är Mukdenpalatset listat av Unesco som världsarv.

## Historia
Senare Jindynastin grundades 1616 av Nurhaci, en manchu av klanen Aisin-gioro. År 1625 påbörjade Nurhaci Mukdenpalatset i Shenyang som då hette Mukden. Palatset färdigställdes 1636 av Nurhacis son Hung Taiji, och då bytte även dynastin namn till Qingdynastin. År 1644 erövrade Qingdynastin den kinesiska Mingdynastin och regerade därefter Kina fram till Xinhairevolutionen 1911. I samband med erövringen av Mingdynastin flyttade Qingdynastin sitt säte från Mukdenpalatset i Shenyang ner till Förbjudna staden i Peking varefter Shanyang blev sekundär huvudstad och Mukdenpalatset blev i bland använd som temporär bostad för Qingdynastins kejsare. 1783 expanderades Mukdenpalatset med den västra sektionen av Qianlong-kejsaren.
Sedan 1926 kan Mukdenpalatset besökas på The Shenyang Palace Museum. Mukdenpalatset är sedan 1987 tillsammans med Förbjudna staden i Peking listat av Unesco som världsarv enligt kriterierna i, ii, iii och iv.

## Utförande

Översiktskarta av Mukdenpalatset

Palatsets arkitektur är huvudsakligen baserad på manchukulturen men har även influens både från han- och mongoliska kulturen. Palatset är uppbyggt i tre sektioner. I många avseenden har Mukdenpalatset likheter med Förbjudna staden men byggnaderna längs den nord- sydliga axeln i den östra sektionen upp mot  Dazhengsalen är placerade enligt de Åtta baneren vilket var hur manchurerna delade in sin befolkning. Detta har gett en layout som är unik bland kinesiska palats. Mukdenpalatset består totalt av 114 byggnader.
Palatset upptar en yta av 60 000 kvadratmeter vilket som jämförelse är ungefär en tolftedel av den Förbjudna staden i Pekings yta.

### Den östra sektionen
Huvudbyggnaden för den östra sektionen är den oktogonala Dazhengsalen i norr. Dazhengsalen är uppförd i form av en åttakantig paviljong. Söder om Dazhengsalen finns de tio kungpaviljongerna varav åtta representerar de Åtta baneren och där dess ledare diskuterade politiska affärer och höll ceremonier. Den östra sektionen är den äldsta och uppfördes av Nurhaci.

### Den mittersta sektionen

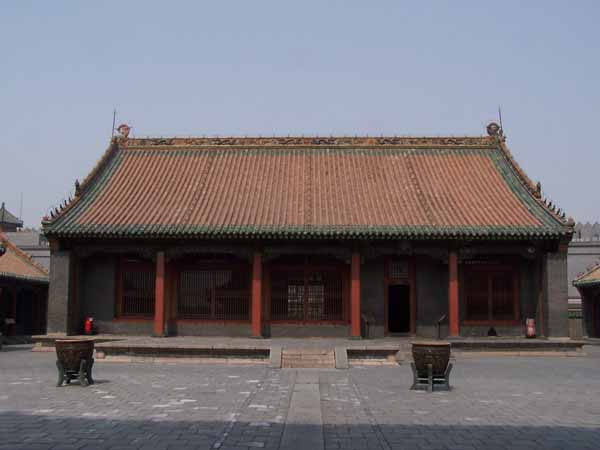
Qingningpalatset där kejsaren bodde

Den södra porten som är Mukdenpalatsets entre heter Daqingporten, och norr om porten följer den västra axeln som leder till Chongzhengsalen som är Mukdenpalatsets viktigaste byggnad. I Chongzhengsalen skötte kejsaren det politiska arbetet och administrerade militären. Det var även här som kejsaren träffade utländska diplomater och ledare för minioritetsgrupper. Det var i Chongzhengsalen som ofiicielt Jurchenfolket bytte namn till Manchuer. Norr om Chongzhengsalen följer Phoenixtornet som var Shenyangs högsta byggnad under Qingdynastin. Därefter ligger Qingningpalatset där kejsaren och hans konkubiner bodde. Framför Qingningpalatset står Suolun som är en rödmålad stolpe på ett vitt marmorfundament där munchuriska ritualer hölls för att dyrka himmelens gudar. Den mittersta sektionen uppfördes av Hung Taiji.

### Den västra sektionen
År 1782 kompletterade kejsare Qianlong Mukdenpalatset med den västra sektionen. Huvudbyggnaden i den västra sektionen är Wenshuosalen som innehöll en av sju kopior av Siku Quanshu vilket är den största samlingen av kinesiska klassiska böcker och innehåller verk från antiken till kejsaren Qianlong regeringstid.

## Mukdenpalatset idag
Mukdenpalatset är tillsammans med Förbjudna staden de bäst bevarade kejserliga palatsen i Kina. Mukdenpalatset går att besöka i The Shenyang Palace Museum. Museet visar inte bara upp palatsets byggnader utan har även en stor samling av historiska relikter, bland annat ett svärd som användes av Nurhaci och hans personliga sigill av jade. Det finns även många målningar, musikinstrument, möbler och vapen utställda

## Galleri

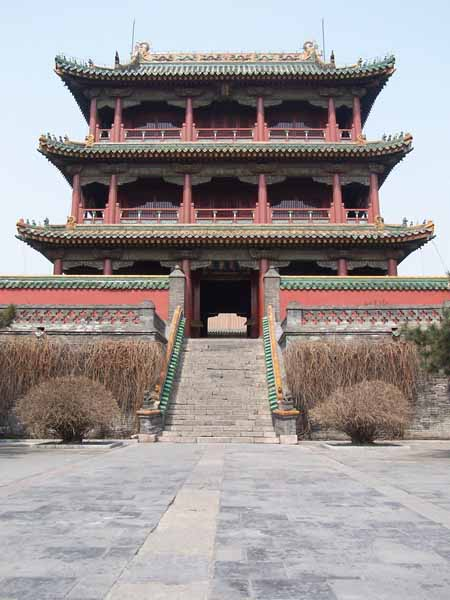
Phoenixtornet i den mittersta sektionen
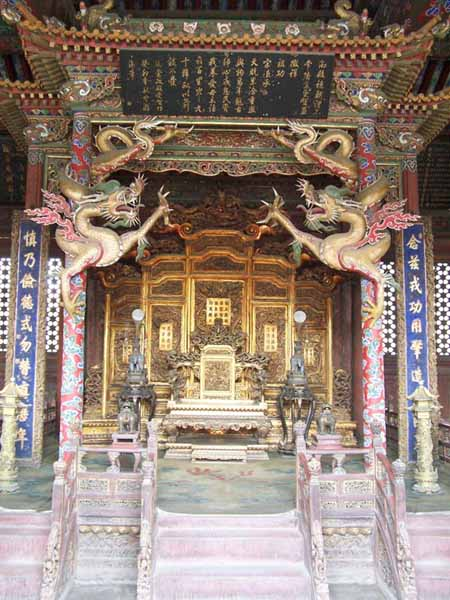
Tronen i Chongzhengsalen
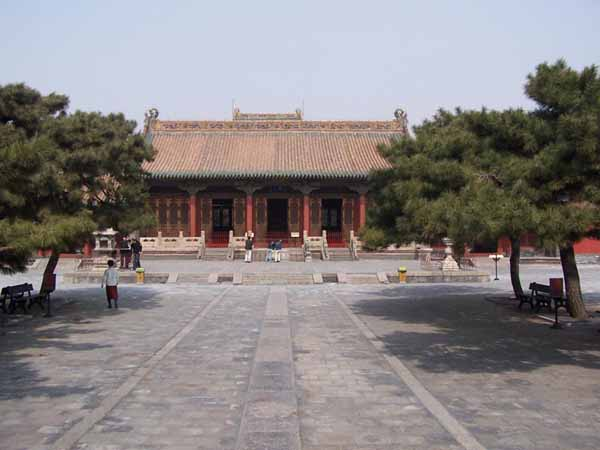
Chongzhengsalen
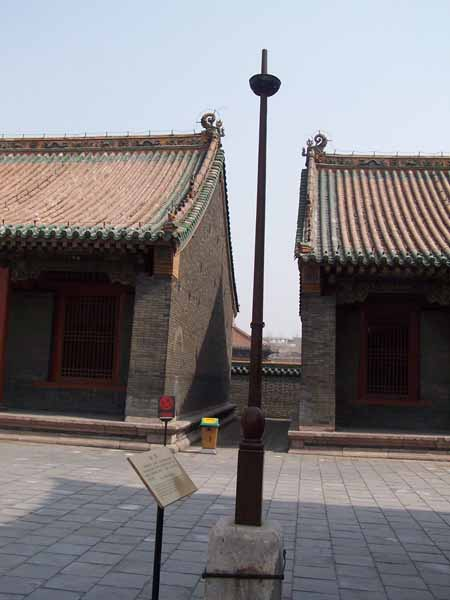
Suolun, munchuriska ritualer hölls